# Damias postnigra
Damias postnigra là một loài bướm đêm thuộc phân họ Arctiinae, họ Erebidae.